# Xylosciara trimera
Xylosciara trimera är en tvåvingeart som beskrevs av Risto Kalevi Tuomikoski 1960. Xylosciara trimera ingår i släktet Xylosciara och familjen sorgmyggor.
Artens utbredningsområde är Finland. Arten är reproducerande i Sverige. Inga underarter finns listade i Catalogue of Life.